# Église San Biagio dei Caserti
L'église San Biagio dei Caserti (Saint-Blaise-des-Casertains) est une église baroque rococo de Naples, située dans une petite ruelle près de l'église San Nicola dei Caserti. Elle est dédiée à saint Blaise et fermée depuis des décennies à cause de son état de dégradation avancée.

## Histoire et description
L'église est bâtie au XVIIIe siècle. Elle se trouve aujourd'hui dans un état pitoyable et elle est inaccessible.
La façade rococo très dégradée présente des lésènes ioniques flanquant une grande fenêtre encadrée de volutes, avec des cartouches en haut et en bas. Le portail est précédé par une grille. Elle est surmontée d'un petit campanile ajouré à deux cloches, coiffé d'un tympan fort abîmé.
Il existe deux autres églises de Naples consacrées à saint Blaise: l'église San Biagio Maggiore et l'église San Biagio ai Taffettanari.

## Source de la traduction
- (it) Cet article est partiellement ou en totalité issu de l’article de Wikipédia en italien intitulé « Chiesa di San Biagio dei Caserti » (voir la liste des auteurs).